# یوشیکو کوگا
یوشیکو کوگا (انگلیسی: Yoshiko Kuga؛ زادهٔ ۲۱ ژانویهٔ ۱۹۳۱ – درگذشتهٔ ۹ ژوئن ۲۰۲۴) یک بازیگر اهل ژاپن بود. وی بین سال‌های ۱۹۴۷ تا ۲۰۰۰ میلادی فعالیت می‌کرد.
از فیلم‌ها یا برنامه‌های تلویزیونی‌ای که وی در آنها نقش داشته‌است، می‌توان به ابله، فرشته مست، گودزیلا در برابر بیولانته، قصه بی‌رحم جوانی و نامه عاشقانه اشاره کرد.